# Chiricahua
Chiricahua er en nationalpark i Chiricahua Mountains (Chiricahua bjergene), der tidligere blev domineret af Chiricahua-Apacherne (Cochise- og Geronimo-indianerfolket). Parken ligger i Cochise County i Arizonas sydøstlige hjørne. Området var hjemsted for Chiricahua-apacherne, og da deres høvding Cochise forhandlede fred med militæret i 1872, lovede de ham bjergene som reservat. Cochise døde to år senere og i 1875 blev hans folk drevet mod nord til San Carlos-reservatet, trods de givne løfter.
Præsident Calvin Coolidge gjorde de skønneste dele af området til nationalpark i 1924.